# Milica av Montenegro
Milica av Montenegro (Milica Petrović-Njegoš), född 14 juli 1866 i Cetinje, död 5 september 1951 i Alexandria i Egypten, var en rysk storfurstinna och gift 1889 med sin systers svåger storfurst Peter Nikolajevitj av Ryssland. Dotter till kung Nikola I av Montenegro och Milena Vukotić. Hon och hennes syster Anastasia av Montenegro, gifta med bröder ur den ryska tsarfamiljen, var kända som "De montenegrinska prinsessorna" i Ryssland, och presenterade Grigori Rasputin för tsaritsan, Alexandra av Hessen.

## Biografi
Milica blev liksom sin syster Anastasia utbildad vid Smolnijinstitutet i Sankt Petersburg, och gifte sig efter avslutad skolgång. Hon var den första ingifta personen i ryska tsarfamiljen som var ortodox av födseln. Hon beskrivs som bildad, intelligent och arrogant, motsatsen till sin blyge make.  
Milica och hennes syster Anastasia var politiskt ambitiösa för sina makars räkning och inledde en nära vänskap med tsaritsan Alexandra. Deras inflytande över tsaritsan ansågs negativt, eftersom de hade ett stort intresse för mysticism, ockultism och spiritism och lätt lät sig övertygas av bedragare och charlataner, som de sedan presenterade för tsaritsan. De kallades för "Montenegrinskan nummer 1" och "Montenegrinskan nummer 2" och även för "Montenegrinska spindlar" och "Montenegrinska kråkor". De presenterade bland andra magnetisören Monsieur Philippe för tsaritsan, och 1905 även Grigorij Rasputin. 1909 inträffade dock en brytning mellan systrarna och tsaritsan och deras inflytande vid hovet minskade. Milica var hedersdoktor i alkemi i Paris.      
Milica bodde med tiden ofta utomlands med maken på grund av dennes lungtuberkulos. Från 1915 bodde de på Krim. De befann sig fortfarande där under ryska revolutionen. Hon tillhörde de 80-tal personer som evakuerades på det brittiska fartyget HMS Marlborough från Krim med änketsaritsan Maria Fjodorovona i april 1919. Hon fortsatte till Italien, där hennes syster Elena var drottning. Efter att monarkin avskaffats i Italien 1947 bosatte hon sig i Egypten.